# Símbolos de Monterrey
Los símbolos de  Monterrey son el escudo municipal y la bandera municipal, que representan solo a la entidad administrativa municipal.

## Escudo
El escudo del municipio está en torno a un marco oval que aparece a la derecha un árbol y junto a este, un indígena flechando a un sol de gules, que surge tras el Cerro de la Silla. Dos indígenas, que antiguamente eran conocidos como los rayados, ataviados de huipil, taparrabo, penacho y armados con arco y flecha, ellos sirven de soporte al conjunto, que aparecen en un lienzo blanco, recortado también en forma oval dividido en dos pliegues roscados en la parte inferior, cuyos extremos superiores caen hacia atrás. En parte inferior lleva un mote de CIUDAD DE MONTERREY y en la parte superior lleva una corana condal.
Seis banderas blancas le sirven de fondo, dispuestas tres de cada lado y cayendo sobre los trofeos militares, cañones, balas y tambores. Abajo tienen una banda de gules con la inscripción del nombre de la ciudad, y el todo está timbrado con una corona condal con referencia al título nobiliario de Gaspar de Zúñiga y Acevedo, conde de Monterrey, noveno virrey de la Nueva España, en honor de quien lleva el nombre la ciudad.

### Historia
El escudo de la ciudad de Monterrey fue asignado por la reina Mariana de Austria el 9 de mayo de 1672 pero se desconoce el diseñador, ella fue quien comisionó a Nicolás de Azcárraga, gobernador del Nuevo Reino para que la ciudad de nuestra señora de Monterrey tuviera su emblema. Es escudo fue modificado en 1899 por el ayuntamiento municipal de la ciudad se sustituyó una corona condal por gorro frigio.
En el año de 1928 regresó el diseño del escudo de armas de la ciudad con la corona condal que había sido sustituida en el año de 1899, se le anexó un lema que que decía El trabajo templa el espíritu, el retiro del gorro frigio fue a petición del historiado regiomontano Carlos Pérez Maldonado. El escudo de armas del municipio de Monterrey era asociado como el escudo del estado de Nuevo León, pero en el año de 1944, se diseñó oficialmente el escudo del estado de Nuevo León, por General Bonifacio Salinas Leal para diferenciarlo del escudo municipal de Monterrey.
El 14 de noviembre de 2007, se aprobó la legalidad y el uso oficial del escudo de armas del municipio de Monterrey, regresando el diseño original del periodo colonial.

## Bandera
La bandera de Monterrey es un lienzo blanco con el escudo del municipio, es izada en eventos oficiales junto a la bandera de México y en algunas ocasiones con la bandera del estado de Nuevo León. La bandera es blanca porque el escudo del municipio lleva seis banderas blancas en la parte inferior.

### Diseño y simbolismo
El seguimiento de los colores son los siguientes:
| Nombre | Color | Código HEX |
| ------ | ----- | ---------- |
| Blanco |       | #FFFFFF    |

El significado de los colores de la bandera son los siguientes:
- Plata (blanco): la paz y la pulcritud.

| Evolución de la Bandera de Monterrey |                    |                                                             |
| Años                                 | Bandera Municipal  | Información relevante                                       |
| 2007-                                | Bandera de México. | (4:7) Primer Bandera de la Ciudad. Adoptada en el año 2007. |

## Otros símbolos

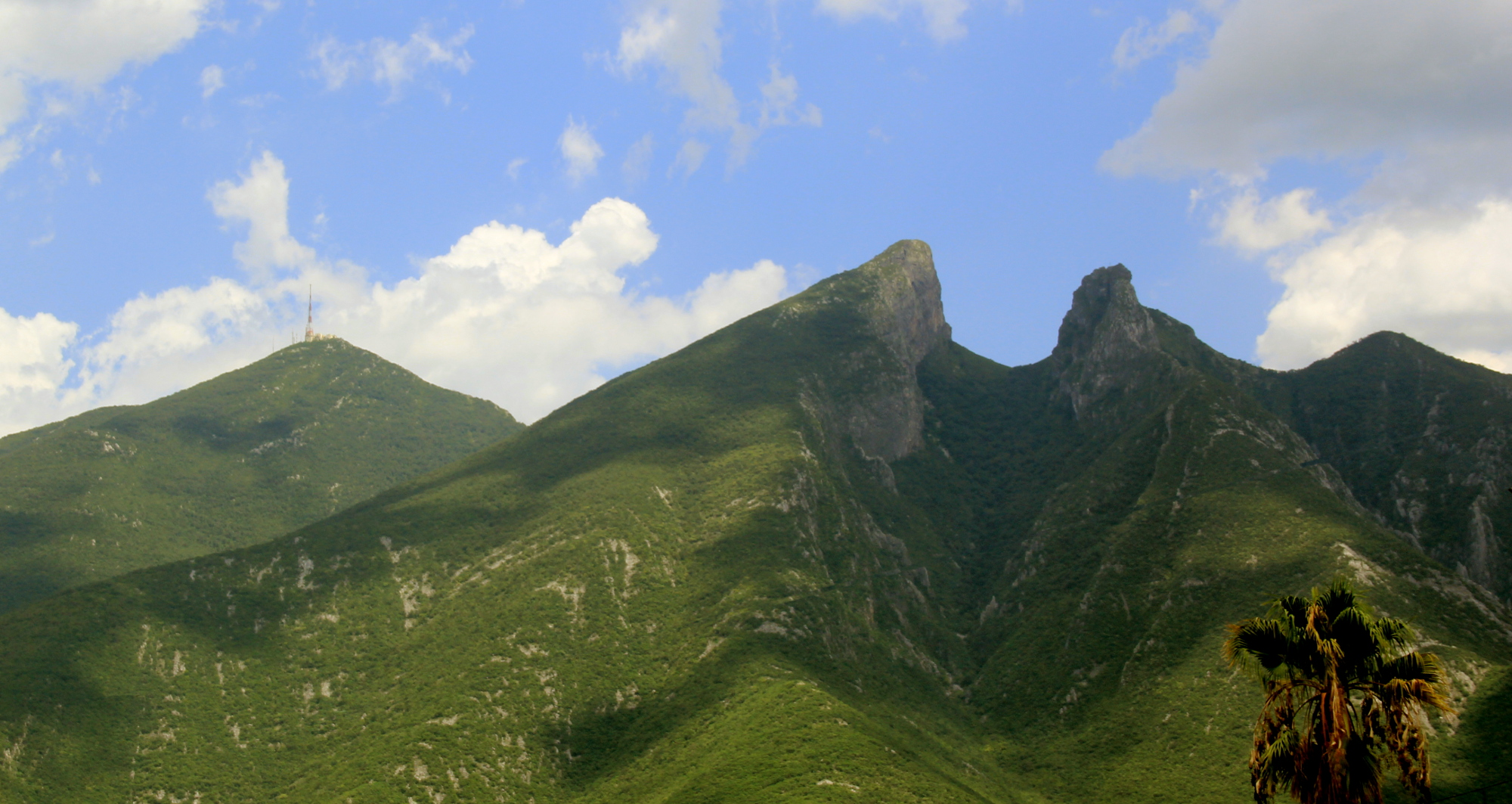
Cerro de la Silla.

Los símbolos más importantes de la Monterrey son la Cerro de la Silla, la Fuente de Neptuno y La Fundidora de aceros de Monterrey, monumentos emblemáticos e hitos de referencia de la ciudad.